# 로동역
로동역(蘆洞驛)은 조선민주주의인민공화국 함경북도 길주군에 위치한 평라선의 철도역이다.

## 역사
- 1924년 10월 11일 : 영업 개시[1]